# Marvel Comics
Marvel Worldwide, Inc., conocida como Marvel Comics, es una editorial de historietas estadounidense creada en 1939, inicialmente con el nombre de Timely Publications. Entre sus personajes emblemáticos del género superheroico se encuentran Spider-Man, Hulk, Wolverine, X-Men, Capitán América, Iron Man,  Thor, Los 4 Fantásticos, Daredevil, Punisher, Los Vengadores, entre otros.
A partir de los años 1990, la compañía se posicionó como una de las principales editoriales de historietas de los Estados Unidos. El 31 de agosto de 2009, The Walt Disney Company compró Marvel Entertainment por cerca de 4 000 000 000 de dólares, fusionándose con esta el 1 de enero de 2010.

## Historia

### Orígenes
Es la marca y el sello editorial principal de Marvel Worldwide Inc., anteriormente Marvel Publishing, Inc. y Marvel Comics Group, una editorial de libros de historietas estadounidenses y medios relacionados. En 2009, The Walt Disney Company adquirió Marvel Entertainment, la empresa matriz de Marvel Worldwide.
Marvel Comics, fue fundada en 1939, con el nombre de Timely Publications, por un joven empresario de 31 años llamado Martin Goodman, que había comenzado su carrera como empresario a los 29 años, con una pequeña editorial de revistas pulp llamada Western Fiction Publishing. Al igual que otros editores de pulps de la época, Goodman decidió ampliar su editorial hacia el floreciente negocio de las historietas en 1939, y para ello contrató los servicios de Funnies Inc., un taller de escritores y dibujantes especializado en crear historietas para editoriales que no tenían el dinero o el tiempo suficiente para crear su propia plantilla (cómic shop).

### Timely Publications (1939-1952)
El primer cómic de Timely Comics, apareció con fecha de portada en octubre de 1939. Aquel primer número incluía las aventuras de los tres primeros superhéroes de la editorial, el androide conocido como la Antorcha Humana, el antihéroe Namor y el Ángel (sin relación con el personaje de los X-Men), creados por Carl Burgos, Bill Everett y Paul Gustavson respectivamente. Las ventas debieron de ser buenas, porque en los meses siguientes Timely lanzó nuevos títulos como Daring Mystery Comics y Mistic Comics, también dedicados a los superhéroes.
En un primer momento, puesto que todo el trabajo creativo se realizaba en las oficinas de Funnies Inc., la plantilla de Timely consistía exclusivamente en familiares de Goodman, que solían encargarse de trabajos más técnicos como llevar las cuentas o tratar con la imprenta. No obstante, a medida que las ventas fueron mejorando, Goodman se interesó por formar su propia plantilla y reclutó a una docena de artistas de Funnies Inc. a los que atrajo pagando mejores sueldos; a la cabeza de ellos estaba el nuevo editor de Timely, un joven pero experimentado dibujante de 26 años llamado Joe Simon. Bajo la batuta de Joe Simon, Timely aumentó sus colecciones y se centró en los superhéroes, que eran el género más popular del momento.
La Antorcha Humana obtuvo su propia serie a finales de 1940, Human Torch Comics, y unos meses después también la consiguió Namor, con Sub-Mariner Comics, pero el personaje más popular de la editorial sería el Capitán América, creado por Joe Simon y su compañero Jack Kirby, aparecido en el primer número de Captain America Comics con fecha de portada de marzo de 1941.
A imitación de otras editoriales, que habían comenzado a mostrar a los nazis como némesis de sus superhéroes, Timely enfrentó a sus superhéroes a las fuerzas alemanas aproximadamente dos años antes de que Estados Unidos entrase en la Segunda Guerra Mundial, con Namor luchando contra submarinos alemanes, la Antorcha Humana ayudando a los aviadores británicos o el Capitán América golpeando al propio Hitler en la portada de su primer cómic. Una vez los Estados Unidos entrasen en la guerra, en diciembre de 1941, el abanico de villanos se amplió, apareciendo también los japoneses y, ocasionalmente, también a los italianos. Incluso las historietas más inocentes de la editorial hacían referencia a la guerra. El público acogió la política antinazi de Timely con entusiasmo, como demuestran las ventas de Captain America Comics, que rozaron el millón de ejemplares vendidos.
En 1941, Timely sufrió algunos cambios importantes. Joe Simon y Jack Kirby acabaron marchándose de la editorial en malos términos con el dueño de la editorial (Kirby no volvería a trabajar para Goodman hasta quince años después, Simon nunca volvería). Goodman pondría como nuevo editor a su propio primo, Stanley Lieber (Stan Lee), aunque al año siguiente fue reclutado por el ejército y tuvo que ser sustituido por el dibujante Vince Fago. Durante los casi tres años que Fago estuvo al frente de la compañía, Timely mantuvo su oferta de superhéroes pero aumentó de manera impresionante sus títulos de humor, sobre todo los dedicados a animales antropomórficos: de no publicar ningún título en 1941 pasaron a ser más importantes que los superhéroes en 1945. Además de los animales antropomórficos, Timely también produjo historietas de humor adolescente y de chicas, desarrollando la superheroína de moderado éxito Miss America y la humorística Millie la modelo, creada la primera por Otto Binder y Pauline Loth y la segunda por Stan Lee y Ruth Atkinson.
A su regreso al puesto de editor en 1945, Stan Lee volvió a apostar por los superhéroes, pero los gustos del público estaban cambiando y nuevos géneros como el humor adolescente, el crimen, el romance, el salvaje oeste y el terror habían cautivado al público. Los superhéroes fueron desapareciendo a pesar de los intentos de Lee por mantenerlos a flote con giros dramáticos, como la baja de Bucky a causa de un disparo, o la aparición de nuevas heroínas, como Blonde Phantom, Sun Girl, Namora o Venus. Hacia 1949, las últimas series de superhéroes habían sido canceladas. También el nombre de la editorial sufrió un cambio, y hacia finales de la década de los 40 surgieron diversos logotipos que identificaban a las historietas de Goodman unas veces como Marvel Magazine y otras como Marvel Comics.

### Atlas Comics (1952-1961)
El fin de los superhéroes no supuso ningún revés para la empresa de Martin Goodman, que en 1950 publicaba más títulos que nunca realizados por una plantilla de unos veinte artistas que cobraban un sueldo fijo. No obstante, Goodman decidió hacer cambios para hacer más competitiva la editorial y más rentable el negocio: en primer lugar, acabó con los sueldos fijos de su plantilla y estableció un sistema de remuneración por el cual los autores cobraban por trabajo entregado; posteriormente creó su propia distribuidora, Atlas News, que se encargaba de llevar a los puntos de venta tanto sus historietas como sus revistas. A partir de ese momento, las historietas de Goodman aparecieron bajo el logo de Atlas.
Las historietas de Atlas se caracterizaron por tocar todos los géneros de éxito: bélico, humor, terror, suspenso, ciencia ficción, salvaje oeste. En 1953, Atlas intentó recuperar a los superhéroes, concretamente a la Antorcha Humana, Namor y al Capitán América, pero para 1955 los personajes ya habían vuelto a desaparecer de las estanterías de venta.
El primer problema serio que Atlas encontró en su camino fue el ataque que algunos grupos de presión lanzaban contra las historietas, con textos como La seducción del inocente, y que acabó produciendo que la mayoría de las editoriales se adhiriesen a un código de conducta de 41 puntos de carácter conservador y protector para con el público. La mala prensa que obtuvieron las historietas perjudicó seriamente a la industria.
La caída de ventas hizo que Goodman cerrase Atlas News en 1957, que ya no era rentable, y firmase un acuerdo con la principal distribuidora de historietas del país, American News Company; sin embargo, poco después de firmar el acuerdo la distribuidora cerró y dejó a Goodman sin posibilidad de llevar sus historietas a los puntos de venta. Para evitar el colapso de su línea de historietas, Goodman llegó a un acuerdo con una de sus rivales, DC, que aceptó distribuir un máximo de 8 títulos al mes que dejaron de presentar el logotipo de Atlas. A pesar de la drástica reducción en su producción, Goodman contaba con un reducido pero excelente grupo de profesionales como el guionista y editor Stan Lee y los dibujantes Jack Kirby, Steve Ditko, Don Heck, Joe Sinnott, Dick Ayers y Paul Reinman.

### Marvel Comics (1961-1967)
En 1961, la editorial que habría de ser Marvel Comics destacaba únicamente por sus historietas de monstruos y por el trabajo de dos de sus dibujantes, Jack Kirby y Steve Ditko. Sin embargo, en noviembre de 1961 aparecía Los 4 Fantásticos, una serie que bebía de la moda de los superhéroes y que rápidamente se ganó el favor del público gracias al desarrollo de sus personajes, cuya caracterización era mucho más realista que la de otros títulos superheroicos.
Los 4 Fantásticos serían el pistoletazo de salida para otras series y personajes, como Ant-Man en el número de Tales to Astonish de enero de 1962, Hulk en el último número de The Incredible Hulk en mayo de 1962, Spider-Man en el último número de Amazing Fantasy en agosto de 1962, Thor en el número de Journey Into Mystery de agosto de 1962, Iron Man en el número de Tales of Suspense de marzo de 1963, la Avispa en el número de Tales to Astonish de junio de 1963 y el Doctor Extraño en el número de Strange Tales de junio de 1963.
El éxito de estos personajes hizo que la compañía, que ahora respondía al nombre de Marvel Comics, se lanzase a publicar dos series de superhéroes en septiembre de 1963, The Avengers y los X-Men. Un nuevo superhéroe, Daredevil, aparecería en el título homónimo en abril de 1964, mientras que personajes de los años 40 como Namor y el Capitán América protagonizarían sus propias historietas, el primero en  Tales to Astonish y el segundo en Tales of Suspense, en agosto de 1965 y noviembre de 1964 respectivamente. El último personaje de aquella etapa sería Nick Fury, un personaje que protagonizaba historietas bélicas desde 1963, pero que sería remozado a partir del número de Strange Tales de agosto de 1965, convirtiéndose en un agente secreto integrado dentro del universo ficticio de Marvel.

### La explosión Marvel (1968-1977)
Entre 1957 y hasta 1968, Marvel Comics había sido una empresa con escasa organización interna. Stan Lee funcionaba como principal guionista, editor literario y artístico, mientras que el dibujante Sol Brodsky (sustituido posteriormente por John Verpoorten) se ocupaba de los aspectos más técnicos, como la redacción de contratos, control de las fechas de entrega y los contactos con la imprenta. No obstante, el aumento de la carga de trabajo de Lee y la mejora de las ventas permitió contratar a nuevos guionistas, dejando algunas de las series en manos de los jóvenes escritores Roy Thomas, Denny O'Neil y Gary Friedrich.
El éxito de Marvel acabó llamando la atención de Perfect Film & Chemical Corporation (posteriormente conocida como Cadence Industries), que compró la compañía a Martin Goodman en 1968, aunque lo mantuvo como presidente hasta 1972. Los nuevos dueños pronto mostraron interés en convertir a Marvel en la principal editorial de historietas estadounidense, invirtiendo en una nueva distribuidora, aumentado la plantilla y el número de títulos publicados; para evitar la dependencia de los superhéroes se apostó por géneros como el terror, el humor adolescente, el salvaje oeste y la ciencia ficción. El objetivo era saturar el mercado y acabar con las pequeñas y medianas editoriales, pero una serie de factores como la inflación, la crisis del petróleo y la aparición de otras aficiones entre los más jóvenes condujeron a una caída de ventas que amenazaba con acabar con la propia industria del cómic.
A pesar del espectacular crecimiento de Marvel, los ejecutivos fueron reticentes tanto a aumentar el equipo editorial como a mejorar la remuneración de escritores y artistas. Eso llevó a una sucesión de redactores jefe: Roy Thomas, Len Wein, Marv Wolfman, Gerry Conway y Archie Goodwin tomaron y abandonaron el puesto a lo largo de seis años, generalmente por el volumen excesivo de trabajo, la presión de los ejecutivos y la negativa de estos a modificar el sistema de trabajo. Además, Stan Lee fue abandonando los guiones en favor de un puesto más ejecutivo, mientras que Jack Kirby dejó de dibujar para la compañía y saltó a DC Comics, si bien volvería brevemente entre 1976 y 1978; otros autores como Steve Gerber, Jim Steranko o Neal Adams también fueron abandonando Marvel e incluso el campo de las historietas, convencidos de que el medio iba a colapsarse debido a la crisis económica y las bajas ventas.
Curiosamente, el caos editorial y la marcha de los grandes autores que habían marcado la década anterior favoreció la llegada de una nueva generación de guionistas y dibujantes que dieron rienda suelta a su creatividad, con grandes etapas como La tumba de Drácula de Marv Wolfman, Gene Colan y Tom Palmer; Howard el pato de Steve Gerber; el Capitán América de Steve Englehart; los X-Men de Chris Claremont, Dave Cockrum y John Byrne; y otras muchas que marcaron a una generación de lectores.
Hacia 1978 la situación comenzó a mejorar. El mercado directo supuso una nueva forma de vender historietas y reducir costes, la llegada de Jim Galton al sillón de presidente de Marvel y el nombramiento de Jim Shooter al puesto de redactor jefe trajo estabilidad a la editorial, una racionalización de las publicaciones y la promesa de un cambio radical en las relaciones entre los autores y la empresa.

### La Marvel de Jim Shooter (1978-1987)
En los años 1980 el redactor jefe de Marvel era Jim Shooter. A pesar de su controvertida personalidad, Shooter supo manejar y remediar muchos de los errores que Marvel cometía, que incluían incumplimientos de fechas de publicación, provocando un cierto renacimiento creativo en la empresa. Este incluyó institucionalizar los derechos de los creadores, comenzando con el sello editorial Epic Comics, primero en el que los materiales seguían siendo propiedad de los autores, en el año 1982. Marvel lanzó por la época otros sellos: Star Comics entre 1984 y 1988, para promover propiedades licenciadas dirigidas a jóvenes, y New Universe (finalmente escindido), para conmemorar el 25º aniversario de Marvel en 1986. Shooter fue responsable de la introducción de la compañía en nuevos y amplios crossovers (Contest of Champions, Secret Wars).
En 1981 Marvel adquirió el estudio de animación DePatie-Freleng Enterprises que había creado a los famosos Looney Tunes bajo la dirección del animador Friz Freleng y su socio David H. DePatie. El estudio fue renombrado como Marvel Productions Ltd. y comenzó a producir series televisivas de dibujos animados como G.I. Joe, The Transformers y Jem e incluso los Muppet Babies de Jim Henson.[cita requerida]
En 1986 Marvel fue vendida a New World Entertainment, que en tan solo dos años, en 1988, la volvió a vender a MacAndrews & Forbes Holdings, cuyo dueño era un ejecutivo de Revlon, Ronald Perelman. En 1991, Perelman convirtió a la compañía en una sociedad anónima que cotizaba en la Bolsa de Nueva York y propició un gran incremento de la valor de acciones. Como parte del proceso, Marvel Productions, que todavía formaba parte de New World, vendió su catálogo televisivo a Saban Entertainment (adquirido a su vez en el año 2001 por Disney).[cita requerida]

### Ascenso y crisis con Ronald Perelman (1988-2000)
El año 1988 Marvel Comics fue comprada por el conglomerado empresarial Andrews Group, que formaba parte del imperio empresarial del magnate Ronald Perelman. La empresa seguía siendo una de las primeras editoriales de historietas y contaba con artistas estrella como Todd McFarlane, Jim Lee o Rob Liefeld, que habían catapultado las ventas de títulos como Spider-Man, X-Men y X-Force.
Los problemas comenzaron en 1991, cuando los artistas estrella de Marvel se marcharon a crear una nueva editorial, Image Comics, que logró hacerse un hueco en la competitiva industria del cómic. La aparición de Valiant, una editorial dirigida por el antiguo redactor jefe de Marvel, Jim Shooter, hizo peligrar aún más el estatus existente. Marvel intentó combatir ampliando sus negocios más allá de las historietas, invirtiendo en compañías jugueteras como Toy Biz, de pegatinas como Panini y de cartas coleccionables como Fleer y SkyBox. Sin embargo, la jugada más importante fue la adquisición a mediados de la década de su propia distribuidora, Heroes World Distribution, que iba a ser la encargada de mover en exclusiva los millones de ejemplares que Marvel publicaba mensualmente. Sin embargo, Heroes World demostró no tener la infraestructura necesaria para manejar tal volumen de material, lo que se sumó a una crisis por saturación de la industria del cómic, lo que supuso un periodo de caída de ventas masiva. Los malos resultados debilitaron la posición de Ronald Perelman, que fue acusado de malversación. Tras varios litigios y cambios de propietarios, Isaac Pellmutter y Avi Arad se hicieron con el control de la compañía.

### ¿Cómo llegó Stan Lee a Marvel?
En 1939, el primo de la esposa de Goodman, con tan solo 18 años, empieza a trabajar en la editorial como asistente. Su trabajo al inicio, era rellenar los botes de tinta, borrar las marcas de lápiz de las páginas entintadas, hacer correcciones e incluso ir a comprar la comida para los pronunciados dibujantes. 
Con su esfuerzo y dedicación, un año más tarde ya era editor interno, y en menos de lo que se imaginó, ya era redactor jefe de la división de historietas y director de arte. Se llamaba Stanley Martin Lieber, aunque siempre firmó sus obras como Stan Lee. 
Stan Lee imaginó y creó algunos de los superhéroes más icónicos de Marvel: Hulk, Spider-Man, Iron Man o los X-Men. 
Marvel y sus personajes, películas, en su inicio, Spider-Man fue rechazado por Goodman, porque creía que al público no le gustaban las arañas y que ver a un tipo trepando por las paredes, no era algo que las personas quisieran ver. 
Lo que no sabía es que Spider-Man sería un gran éxito, en donde veríamos a Tobey Maguire interpretando a Spider-Man para el cine y esto generaría muchas ganancias. 

### La Marvel de Joe Quesada (2001-2011)

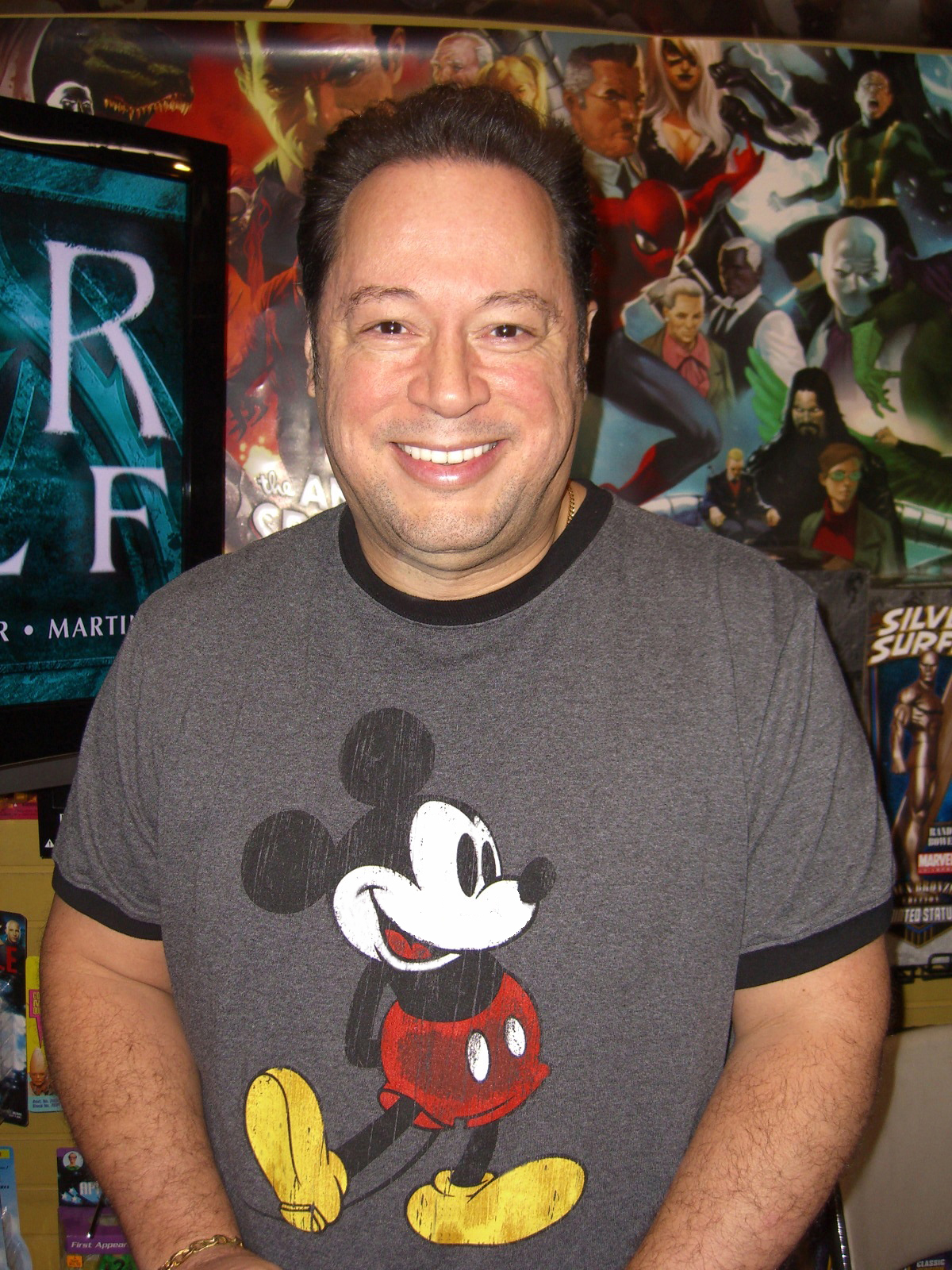
Joe Quesada durante la presentación de la saga Fear Itself a finales de 2010.

Tras haber afrontado la bancarrota, el nombramiento del dibujante Joe Quesada como nuevo redactor jefe y el éxito de las primeras películas de Marvel dieron un respiro a la editorial. Quesada dio un giro a la editorial que se tradujo en el abandono del Comic Code Authority (un código de conducta), nuevos formatos de impresión y nuevas líneas editoriales tales como MAX (dedicada a los lectores adultos), Marvel Age (para audiencias más jóvenes) o Ultimate Marvel (nuevas versiones de sus héroes, libres del peso de la continuidad). Esta etapa concluyó en 2011, cuando Quesada abandonó su puesto de redactor jefe y fue sustituido por Axel Alonso. En 2014 Marvel lanzó una nueva serie de historietas llamada All-New Invaders escrita por James Robinson y protagonizada por el Capitán América quien finalmente será reemplazado por Sam Wilson, Soldado del Invierno, la Antorcha Humana original y Namor el Sub-Marinero.
Durante esta década, Marvel ha intentado adecuarse a los tiempos, razón por la cual creó su propia wiki en 2006, seguida un año después por un archivo digital con varios miles de historietas disponibles para su visualización a través de una suscripción anual o mensual, Marvel Digital Comics Unlimited.[cita requerida]

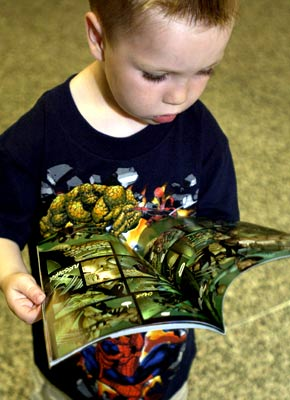
Un niño hojeando una historieta de Marvel Comics.

Hoy en día, Marvel sigue siendo una de las editoriales más importantes del cómic estadounidense. Sus personajes son conocidos a nivel mundial gracias a las adaptaciones al cine de muchos de sus personajes.[cita requerida] El máximo responsable ejecutivo de Disney, Robert Iger, anunció que la compra "dará lugar a expansiones de Marvel"[cita requerida] y que "veían una gran oportunidad para el crecimiento de la franquicia a largo plazo".[cita requerida]

### Reinicio del universo Marvel
Marvel comunicó mediante una rueda de prensa que durante el mes de mayo de 2015 reiniciaría por completo su universo en las historietas.
Esto llega luego de décadas manteniendo el mismo universo ficticio, el cual nació en 1961 y que ha tenido varios giros importantes, como la muerte de Wolverine, un Thor mujer o un nuevo Capitán América afrodescendiente, entre muchos otros sucesos relevantes que marcaron el camino para esta decisión de la compañía por comenzar todo otra vez.
La trama final del universo se lleva a cabo durante la serie de historietas “Secret Wars III”, donde los universos van colisionando y desapareciendo entre sí. Con la colisión de los dos últimos (Marvel Universe y Ultimate Universe) nace una nueva realidad llamada “Battleworld”.
Esto, según confirmó el director ejecutivo de Marvel, Tom Brevoort:

(Secret Wars) creará el mundo sobre el cual el nuevo universo Marvel será fermentado. Es difícil imaginar algo que sea más grande en alcance y escala que Secret Wars. Y lo que haremos en el futuro para superarlo esperamos que sea el problema de alguien más.

El redactor jefe de Marvel, Axel Alonso, también se refirió a este importante suceso:

Esto pondrá un capítulo final a décadas de historias. Es un lugar donde pondremos nuevas piezas en el tablero y quitaremos otras viejas. Se sorprenderán con los riesgos que vamos a tomar.

## Redactores jefe
Desde sus orígenes y hasta 1974, todos los títulos de Marvel contaban con un único editor que se encargaba de supervisar los aspectos relacionados con el dibujo y el guion, además de diseñar los nuevos proyectos de la editorial. Sin embargo, el incremento de títulos a lo largo de los años 1970 llevó a que algunos autores también fuesen editores de los títulos que ellos mismos escribían, gozando de una enorme libertad. Aunque seguía existiendo un editor que se encargaba de supervisar todos los títulos de la editorial, y que recibía el título de redactor jefe (editor-in-chief) para distinguirlo de los demás editores, dicho puesto no ganaría importancia hasta la llegada de Jim Shooter en 1978, cuando se creó un cuerpo amplio de editores coordinados por el redactor jefe, lo que permitía un control mayor sobre los autores y una coordinación más eficaz de las series.
- C. B. Cebulski (2017-act.)[53]
- Axel Alonso (2011-2017)[49]
- Joe Quesada (2000-2011)[54]
- Bob Harras (1995-2000)[55]
- Sin redactor jefe para toda la editorial. Cada línea cuenta con un redactor jefe (1994-1995):[56]
  - Mark Gruenwald, líneas Los Vengadores y Cósmicos
  - Bob Harras, línea X-Men
  - Bob Budiansky, Spider-Man
  - Bobbie Chase, Marvel Edge
  - Carl Potts, Epic Comics
- Tom DeFalco (1987-1994)[57]
- Jim Shooter (1978-1987)[58]
- Archie Goodwin (1976-1978)[59]
- Gerry Conway (1976)[60]
- Marv Wolfman (revistas en blanco y negro, 1974-1975; todos, 1975-1976)[59]
- Len Wein (historietas a color) (1974-1975)[59]
- Roy Thomas (1972-1974)[59]
- Stan Lee (1945-1972)[61]
- Vincent Fago (sustituyendo a Lee durante su servicio militar) (1942-1945)[11]
- Stan Lee (1941-1942)[61]

## Marvel en otros países
En 1968, en pleno auge de los superhéroes, Marvel vendía 55 000 000 de historietas al año. Sin embargo, a medida que Marvel iba ganando popularidad y atención mediática en los Estados Unidos, sus personajes comenzaron a ser conocidos en el resto del mundo, y para el año 1972 las cifras de ventas anuales de Marvel en todo el mundo eran de 90 000 000 de ejemplares.

### Argentina
Las historietas de Marvel fueron publicadas a partir de 1994 por Editorial Columba.[cita requerida] En 2003 comenzaron a ser publicadas por la editorial Comics Conosur hasta 2005, llegando, además de la propia Argentina, a puntos de ventas de Uruguay, Paraguay y Bolivia. A partir de 2005 la editorial española Panini se encargó de la distribución de sus propias ediciones en dicho país. En paralelo, a partir de diciembre de 2010 las historietas de Marvel comenzaron a ser editadas por la editorial Ovnipress.
A partir de octubre de 2020 Panini por medio de asociación retoma las publicación en el país.

### España
Las historietas de Marvel llegaron a España en 1969 de la mano de Ediciones Vértice, una empresa que también publicaba algunos títulos de DC y otras editoriales. Al principio, Vértice remozó las historietas de Marvel y las comercializó en un formato reducido de novela de bolsillo, en blanco y negro y con nuevas portadas realizadas por autores españoles que, en ocasiones, también redibujaron algunas viñetas para adaptarlas al pequeño formato de página. A partir de 1974 adoptó la edición a un formato comic book en blanco y negro, si bien con un tamaño de página mayor que el del comic book americano. A lo largo de toda su etapa editando Marvel, Vértice se caracterizó por rebautizar a algunos personajes, en ocasiones traicionando el sentido del nombre del personaje (por ejemplo, Daredevil se convirtió en Dan Defensor y Silver Surfer pasó a ser Estela Plateada) y por no publicar historietas en color hasta sus últimos momentos, en 1979.

Durante cerca de una década, Vértice fue la principal editorial de superhéroes del país, con un breve y abortado intento de competencia entre los años de 1972 y 1973 por parte de Ediciones Laida, que lanzó dos tomos en tapa dura con historietas de Marvel. Sin embargo, la Editorial Bruguera supuso una seria competencia a partir de 1978, cuando obtuvo algunos derechos de personajes Marvel y lanzó la línea Cómics Bruguera, donde destacaron la antología Pocket de ases (1981-1984) y Spider-Man (1980-1982). Las publicaciones de Bruguera tenían un color de peor calidad que las de Vértice (aunque usaban mejor papel), simplificaban los diálogos y textos, la rotulación era mecánica, en ocasiones quitaba páginas y, además, no seguía orden cronológico alguno a la hora de publicar las historietas. Mientras todo esto sucedía, la editorial Montena publicó algunas historietas en formato pasta dura con mayor calidad, lanzando tres tomos en 1980. Para aumentar la confusión de los lectores, Vértice se transformó en Mundicomics entre 1981 y 1982, y posteriormente en Ediciones Surco en 1983, reduciendo considerablemente su oferta de títulos y desapareciendo a finales de aquel año.
Tras este baile de editoriales, los derechos de Marvel pasaron al sello Cómics Fórum de Planeta deAgostini, que comenzó su andadura editorial en 1983 y creció rápidamente, si bien se centró principalmente en los superhéroes de la editorial estadounidense. Fórum destacó por introducir secciones de correo, artículos relacionados con Marvel y secciones complementarias, sincronizando muchas de sus series, que guardaban algo menos de un año de diferencia con las colecciones estadounidenses. Además, Forum demostró un inusitado interés por recuperar para los lectores el pasado de Marvel a través de colecciones como Clásicos Marvel y Orígenes Marvel, o sus líneas Classics y línea Excelsior, que en este último caso tuvo una buena acogida entre el público y permitió reeditar en diversos formatos (tomos en blanco y negro, tomos en color y comic books a color) historietas de los años 1960 y 1970, y excepcionalmente también historietas de los años 1980.
A principios de los años 1990, el desaparecido diario El Sol publicó semanalmente con sus entregas dominicales varias series de Marvel en separatas, tituladas Los Cómics de El Sol, editados por acuerdo con Ediciones Forum. En 2003 el periódico El Mundo publicó series antiguas de personajes como Spider-Man, Hulk, etc. (además de otras series de DC Comics) en la colección semanal Grandes Héroes del Cómic, Biblioteca El Mundo. En las ediciones constaba que se trataba de una producción de Ediciones Forum para El Mundo. El formato era similar en tamaño al utilizado por Vértice en su antiguo formato de novela de bolsillo, en blanco y negro, pero respetando la maquetación las páginas de las historietas originales.
En el año 2005, la Editorial Panini, que hasta entonces había revendido los derechos de publicación en España a Planeta deAgostini, cambió de estrategia y comenzó a publicarlos ella misma. Continuando todas las publicaciones Marvel donde habían quedado, manteniendo formatos e incluso muchos colaboradores. Actualmente es la editorial que publica a Marvel en España.

### México
Las historietas de Atlas (antiguo nombre de Marvel) comenzaron a aparecer en México en 1951 de la mano la editorial La Prensa, con revistas antológicas de diversos géneros. En los años 1960 también comenzó a publicar los superhéroes de Marvel hasta el ocaso de la editorial, alrededor de 1976.
En 1976, la editorial OEPISA se pone a cargo de publicar las historietas de Marvel en México bajo su división de Macc Editores. Entre las historietas que publicó estaban El Hombre Araña, Los 4 Fantásticos, X-Men, Ms Marvel, Ka-Zar, Man-Thing y Black Panther. La editora creó un título llamado Arañita, hecho por artistas mexicanos, enfocado en las aventuras de un joven hombre araña, para 1979 OEPISA perdió la licencia cediéndosela a Novedades Editores.
Los derechos de Marvel pasaron a continuación a Novedades Editores, que publicó títulos como Spider-Man, Los Vengadores, Los 4 Fantásticos, Daredevil o Mujer Araña, entre otros. No obstante, Editorial Novaro también publicó las aventuras de Hulk y de Conan entre 1980 y 1981. Pero el principal salto de calidad se produjo en 1994, cuando Grupo Editorial Vid se hizo cargo de publicar los títulos de Marvel.
No obstante, VID no tuvo tiempo a consolidar su posición, pues apenas un año después de obtener los derechos, en 1995, Marvel dejó de licenciar sus historietas y se introdujo directamente en el mercado editorial mexicano, publicando algunos títulos en formato comic book con periodicidad quincenal y otros de manera periódica en tomos encuadernados en rústica. Sin embargo, coincidiendo con los problemas internos que vivía y la amenaza de bancarrota, Marvel volvió a licenciar sus historietas a VID en 1998, que siguió publicando las aventuras de los principales superhéroes de la editorial hasta 2005.
En el año 2005, los derechos de Marvel pasaron a Editorial Televisa, quien desde ese entonces ha publicado series exitosas como House of M, Civil War, World War Hulk, Secret Invasion, Avengers vs. X-Men, Age of Ultron, Thanos Rising. Se publicaban 18 historietas mensuales, (entre los que destacan Superior Spider-Man, Avengers, Guardianes de la Galaxia, Iron Man, Thor, Uncanny Avengers y Uncanny X-Force, todos dentro del programa Marvel NOW!) 4 semanales y 16 ediciones especiales (5 Monster Edition, 3 Omnibus, 2 libros de pasta dura y 6 Biblioteca Marvel).
Actualmente, Televisa dejó los derechos y Panini Comics, es quien posee los derechos para la distribución a partir de febrero de 2023.
La diferencia de tiempo respecto a las ediciones de Estados Unidos es menor a cuatro meses.

### Perú
Durante los años 1970 y hasta mediado de los años 1980, las historietas de Marvel llegaron a Perú a través de ediciones mexicanas. Cuando las ediciones mexicanas cesaron súbitamente, hubo una época en la que era imposible encontrar dichas historietas traducidas, hasta que a principio de los años 1990 las editoriales españolas empezaron a dar salida en Perú y otros países hispanos del material que no vendían en España, aunque con el tiempo estas ediciones también dejaron de llegar. Tras una larga temporada en la que la única manera de leer las aventuras de Marvel era comprándolas en inglés, el diario Perú 21 empezó a publicar las historietas de Marvel en 2008 hasta el año 2015, centrándose en sagas actuales y clásicas.

### Ecuador
Al igual que en otros países de Sudamérica, Ecuador conoció a los personajes de Marvel a través de ediciones extranjeras, principalmente españolas.[cita requerida] Esta situación cambió a mediados de 2011, cuando el periódico El Universo comenzó a publicar con éxito algunas sagas de Los Vengadores, Spider-Man, X-Men.[cita requerida]

### Chile
Entre 1978 y 1980 la editorial "Empresa Editora Nacional Gabriela Mistral Ltda." publicó colecciones de Spider-man, Iron Man, Conan y el Increíble Hulk.
En la actualidad Editorial Unlimited edita diversas colecciones de Marvel Comics, incluyendo Los Nuevos Vengadores, El Asombroso Spider-Man, Astonishing X-Men y El Invencible Iron Man.

## Marvel en otros medios

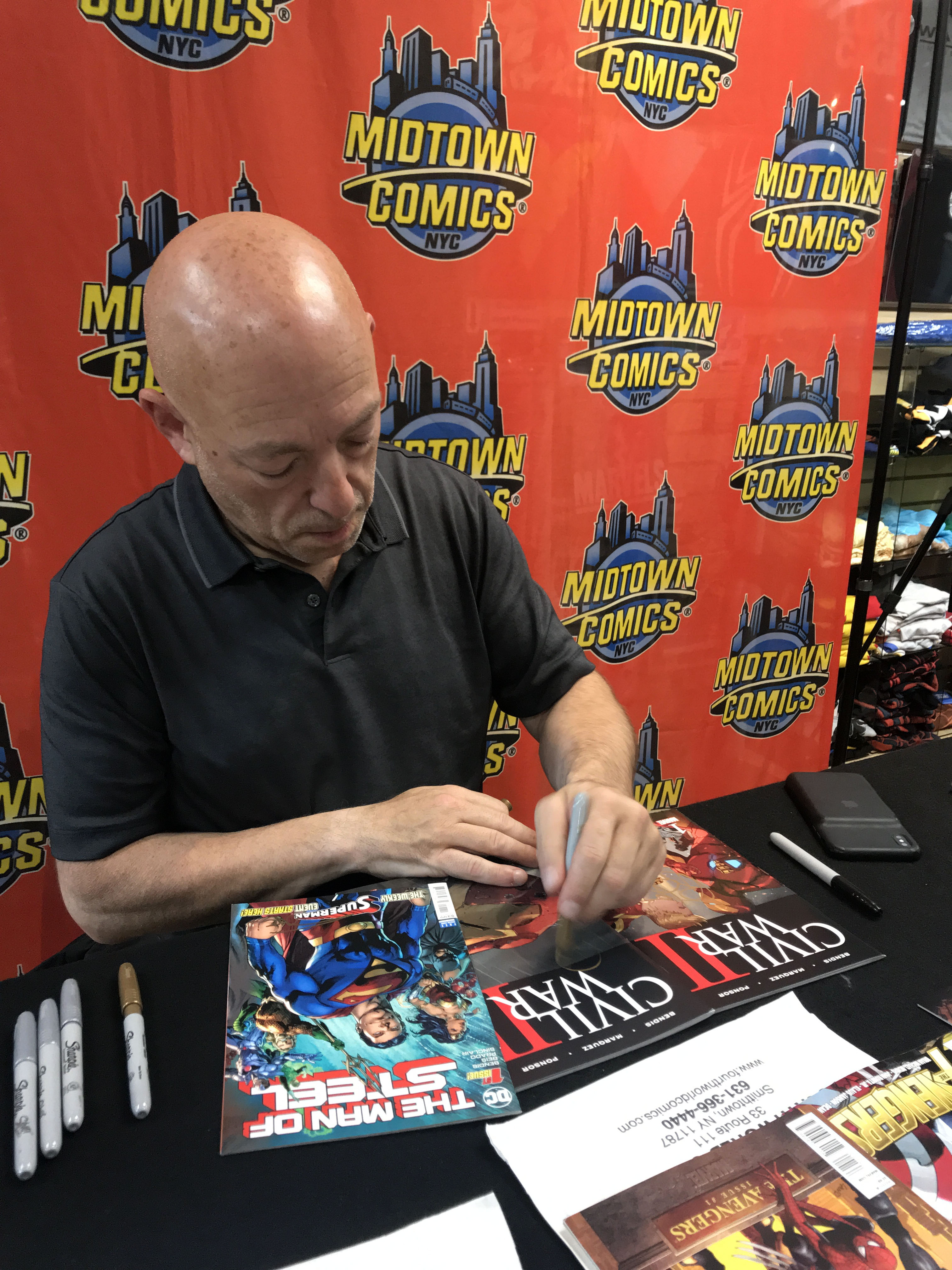
Brian Michael Bendis firmando historietas de Marvel.

Los personajes y sagas de Marvel han sido adaptadas a diversos medios, siendo especialmente populares en el cine.

### Programas de televisión
La relación de Marvel con la televisión comenzó en 1967, durante el apogeo de las teleseries de superhéroes tanto de imagen real como de animación. La productora Grant-Ray-Lawrence Company compró los derechos de los personajes para realizar una serie de animación, La hora Marvel, un espacio semanal de media hora que adaptaba de forma muy fiel aventuras del Capitán América, Hulk, Iron Man, Namor y Thor. El éxito de la serie permitió que se produjesen otras como, Spider-Man, Los 4 Fantásticos y años más tarde, Spider-Woman y The Avengers.
A lo largo de los años 1970, Marvel también licenció algunos de sus personajes para series de imagen real, algunas de las cuales obtuvieron bastante éxito, como El increíble Hulk (1977), mientras que otras no lograron conectar con el público, como pasó con la serie Spider-Man.

### Películas
Los primeros intentos de Marvel por producir películas de sus personajes tuvieron, en el mejor de los casos, escaso éxito. Las películas para televisión de Doctor Strange y Capitán América lograron conectar con el público a mayor profundidad que Spider-Man. Aunque Stan Lee pasó buena parte de los años 1980 y 1990 buscando productores interesados en hacer películas con personajes de Marvel, los resultados fueron igualmente pobres, como Howard el pato en 1986, El Castigador en 1989 o Capitán América en 1990. Una película centrada en Los 4 Fantásticos fue producida en 1994 pero nunca llegó a comercializarse, lo que da una idea de su calidad.
No obstante, la suerte de las películas de Marvel cambiaría a partir de 1997 con el estreno de Blade y, sobre todo, X-Men en 2000, que recaudó 54 millones de dólares en su primer fin de semana. Seguirían otras películas, como la primera trilogía de Spider-Man iniciada en 2002, las secuelas de X-Men y las películas centradas en diferentes personajes del Universo Marvel. El éxito de estas películas llevó a un litigio entre la editorial y Stan Lee, la cara pública de Marvel, en 2002. Stan Lee demandó 10 millones de dólares en concepto de beneficios por las películas y las series televisivas, basándose en un contrato entre él y Marvel de 1998.
Aunque las películas de personajes Marvel fueron realizadas en un primer momento en colaboración con diversos estudios cinematográficos sin conexión directa con el mundo del cómic, Marvel Studios se ocupó a partir de 2008 de producir sus propias películas. Los resultados de la implicación directa de Marvel en la producción de sus películas han sido una Trilogía de Iron Man, una Tetralogía de Thor, una Trilogía de Capitán América, una Tetralogía de Los Vengadores, una Trilogía de Spider-Man y películas de Guardianes de la Galaxia, Ant-Man, Doctor Strange, Black Panther, Capitana Marvel, Black Widow, Shang-Chi y Eternals. Derivando así, en la creación del Universo cinematográfico de Marvel, actualmente la franquicia más exitosa de la historia del cine.